# DIOC A3 und A4
Die norwegische Dampflokomotivbaureihe DIOC A3 und A4 wurde 1902 mit den Fabriknummern 805 und 806 von Kerr, Stuart and Company in Stoke-on-Trent, Staffordshire, England für die Dunderland Iron Ore Company (DIOC) und der von ihr betriebenen Dunderlandsbanen gebaut.
Durch die am 1. Juni 1947 offiziell erfolgte Übernahme der Dunderlandsbane in die Norges Statsbane (NSB), die staatliche Bahngesellschaft in Norwegen, kamen die Lokomotiven in deren Bestand.

## Einsatz bei Dunderlandsbanen
Die DIOC betrieb bereits ab 1902 ein Inselnetz von ihren Erzgruben im Ranagebiet zum Hafen Gullsmedvik bei Mo i Rana. Durch den Bau der Nordlandsbane wurde die Dunderlandsbane 1942 an das Netz der NSB angeschlossen. Die Bahnstrecke der Dunderlandsbane wurde dabei in die Nordlandsbane integriert.

## Einsatz bei Norges Statsbaner
Die Übernahme der Dunderlandsbane durch NSB erfolgte offiziell am 1. Juni 1947. Am 27. April 1948 wurden die Lokomotiven der Dunderlandsbane in den Nummernplan der NSB integriert. Dabei wurden die beiden Lokomotiven DIOC A3 und A4 der Baureihe NSB Type 54a zugeordnet. Lok 54a 492 (die ursprüngliche DIOC A3) wurde als letzte der Baureihe am 5. November 1957 außer Dienst gestellt und verschrottet.